# NGC 716
NGC 716 je galaksija u zviježđu Ovan.

## Vanjske poveznice
- SEDS: NGC 716